# Wentworth Mansion
La Wentworth Mansion est un hôtel américain situé à Charleston, en Caroline du Sud. Installé dans un bâtiment construit en 1886, cet établissement est membre des Historic Hotels of America depuis 2003.